# Трето бригадно командване
Трето бригадно командване е военно формирование на Сухопътни войски на Република България с щаб в Благоевград.

## История
Бригадното командване е създадено на 1 юли 2017 г. и се явява наследник на 25-и драгомански стрелкови полк и 3-та мотострелкова дивизия.

## Състав
Бригадното командване – Благоевград се състои от щаб и два механизирани батальона:
- Трети механизиран батальон (Благоевград)
- Десети механизиран батальон (Враца)

## Командващи
- Полковник Иван Иванов (1 юли 2017 – 1 септември 2017)
- Полковник Красимир Кръстев (1 септември 2017 – 23 септември 2020)
- Полковник Митко Балтов (23 септември 2020 – 2 февруари 2024)
- Полковник Кирил Спаневиков (от 2 февруари 2024)